# Frederick Humphreys
Frederick Harkness Humphreys (Marylebone, 28 januari 1878 - Brentford, 10 augustus 1954) was een Brits sporter. 
Humphreys won met het Londense politieteam drie medailles bij het touwtrekken. Tijdens de spelen in 1908 in eigen land won hij de gouden medaille door in de finale te winnen van het politieteam uit Liverpool. Bij het worstelen eindigde hij in beiden stijlen als vijfde.
Vier jaar later tijdens de 1912 verloor Humphreys met het Londense politieteam de finale van de politie uit Stockholm. Bij de volgende spelen acht jaar later won Humphreys olympisch goud in Antwerpen door in de finale de Nederlandse ploeg te verslaan.
1900: Aabye, Schmidt, Winckler, Nilsson, Söderström, Staaf ·
1904: Olson, Johnson, Seiling, Magnusson, Flanagan ·
1908: Barrett, Goodfellow, Humphreys, Hirons, Ireton, Merriman, Mills, Shepherd ·
1912: Andersson, Bergman, Edman, Fredriksson, Gustafsson, Jonsson, Larsson, Lindström ·
1920: Canning, Holmes, Humphreys, Mills, Sewell, Shepherd, Stiff, Thorn